# Carlos Amigo Vallejo
Carlos Amigo Vallejo (Medina de Rioseco, Valladolid, 23 d'agost del 1934 - Guadalajara, 27 d'abril del 2022), cardenal franciscà, arquebisbe emèrit de Sevilla. Elector als conclaves de 2005 i 2013.

## Biografia
Va deixar els estudis de medicina a la Universitat de Valladolid per ingressar al noviciat dels Franciscans el 16 d'octubre de 1954. Ordenat sacerdot el 17 de juliol de 1960, va cursar a Roma estudis de Filosofia i de Psicologia a la Universitat de Madrid, havent estat professor en centres d'educació especial i de Filosofia de la Ciència i d'Antropologia.
El 17 de desembre de 1973 va ser nomenat arquebisbe de Tànger pel papa Pau VI. Va rebre la consagració episcopal el 28 d'abril de 1974. Com a bisbe, va participar en diverses ocasions en el Sínode dels Bisbes i ha format part de la Pontifícia Comissió per a Amèrica Llatina i del Consell Pontifici per a la Pastoral de la Salut. El 2011 va ser Llegat Pontifici per al V Centenari de les primeres diòcesis americanes.
El 22 de maig de 1982 Joan Pau II el nomena arquebisbe de Sevilla, un càrrec que ocuparà fins al 5 de novembre de 2009. A la Conferència Episcopal Espanyola ha estat membre del Comitè Executiu (1984-1987 i 2005-2009), i President de les Comissions Episcopals per al V Centenari de l'Evangelització d'Amèrica (1984-1993), dels Bisbes (1993-1999) i de Missions i Cooperació amb les Esglésies (1999-2005). El 1993 va organitzar a Sevilla el Congrés Eucarístic Internacional, que va comptar amb la presència de Joan Pau II. Ha estat vocal de la Comissió Nacional per al V Centenari del Descobriment d'Amèrica i membre del Comitè d'Experts de l'Exposició Universal de 1992.
Va ser creat cardenal prevere a l'octubre de 2003, amb el títol de l'Església de Santa Maria de Montserrat dels Espanyols. Va participar en el conclave de 2005 que va elegir Benet XVI i en el conclave de 2013 que va escollir al papa Francesc.